# 기흥 나들목

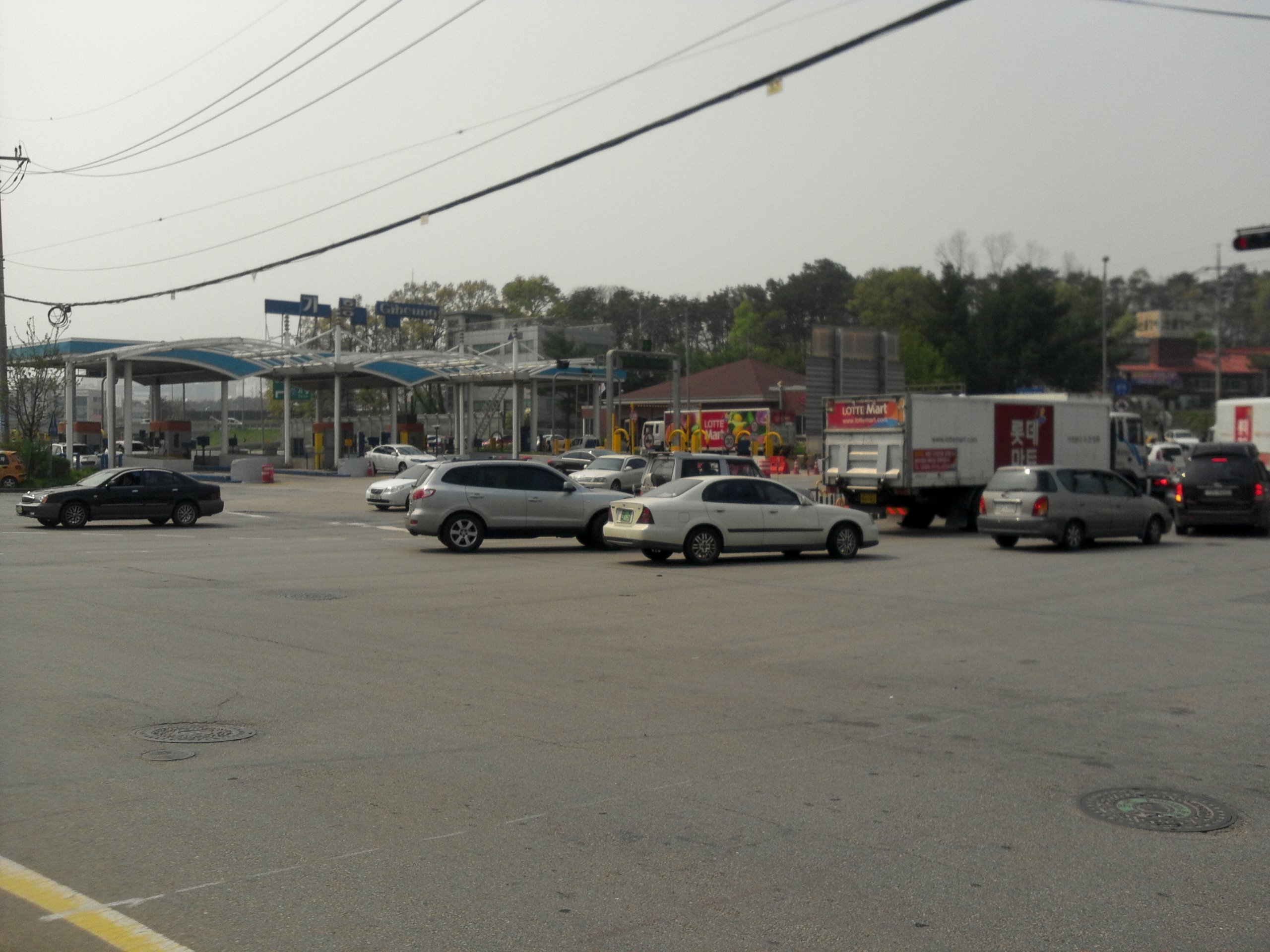
기흥 나들목 입구 요금소

기흥 나들목(Giheung IC)은 경기도 용인시 기흥구 고매동에 설치된 경부고속도로의 43A번 나들목이다.

## 연혁
- 1968년 12월 30일 : 경부고속도로 수원 ~ 오산 구간 개통과 함께 영업 개시[1]
- 2003년 1월 22일 : 용인시 도시계획시설 교통광장에 기흥읍 고매리 일원을 기흥 나들목으로 고시[2]
- 2003년 4월 2일 : 2003년 12월까지 나들목 간이요금소 설치 공사로 인해 경기도 용인시 기흥읍 고매리 200m 구간 도로구역 변경[3]
- 2008년 9월 3일 : 기흥이설 나들목 완전 개통에 따라 서울방향 진출로 폐쇄[4]
- 2019년 1월 3일 : 2020년 12월까지 나들목 개량을 위해 경기도 용인시 기흥구 공세동 2.18km 구간 도로구역 변경[5]
- 2023년 3월 23일 : 부산 방향 동탄2신도시 직결 진출로 신설 개통 및 다차로 하이패스 시스템 도입[6]
- 2023년 4월 13일 : 서울 방향 동탄2신도시 직결 진입로 임시 신설 개통 및 다차로 하이패스 시스템 도입[7]
- 2023년 10월 13일: 기흥IC 교차로 부근 이설 개통
- 2023년 12월 27일 기흥IC 개량공사 완료

## 구조물 정보
원래 구조는 트럼펫형이었으나, 2008년 9월 3일에 남쪽으로 약 700m 떨어진 곳에 설치된 기흥이설 나들목(현 기흥동탄 나들목)이 완전 개통되면서 서울 방향 진출로는 폐쇄되었고, 부산방향 진입로는 고속도로 순찰대 제1지구대 전용 진출입로로 전환되었다. 또, 서울 방향에서의 램프에 지선 형태로 빠져나오는 램프가 추가 설치되었으나 역시 폐쇄되었다. 이후 2023년 개량공사로 인해 기존 요금소는 철거되고 다차로 하이패스 시스템이 도입되었다.
- 위치: 경기도 용인시 기흥구 고매동
- 영업소: 경기도 용인시 기흥구 경부고속도로 389

## 접속하는 도로
- 지방도 제318호선 (삼성2로)
- 동탄대로
- 간접 연결 : 지방도 제317호선 (동탄기흥로, 고매사거리 이용)

## 교통량 정보
| 요금소        | 통행량 (대/일) | 통행량 (대/일) | 통행량 (대/일) | 통행량 (대/일) | 통행량 (대/일) | 통행량 (대/일) | 통행량 (대/일) | 통행량 (대/일) | 통행량 (대/일) | 통행량 (대/일) | 각주  |
| 요금소        | 2001년         | 2002년         | 2003년         | 2004년         | 2005년         | 2006년         | 2007년         | 2008년         | 2009년         | 2010년         | 각주  |
| ------------- | -------------- | -------------- | -------------- | -------------- | -------------- | -------------- | -------------- | -------------- | -------------- | -------------- | ----- |
| 기흥 (폐쇄식) | 13,578         | 15,035         | 16,064         | 18,045         | 19,902         | 20,480         | 21,567         | 15,042         | 8,777          | 8,087          | [ 8 ] |
| 요금소        | 2011년         | 2012년         | 2013년         | 2014년         | 2015년         | 2016년         | 2017년         | 2018년         | 2019년         |                | [ 8 ] |
| 기흥 (폐쇄식) | 8,004          | 7,433          | 7,615          | 8,295          | 9,763          | 11,281         | 12,982         | 14,606         | 15,235         |                | [ 8 ] |